# Campionesen (Künstler)

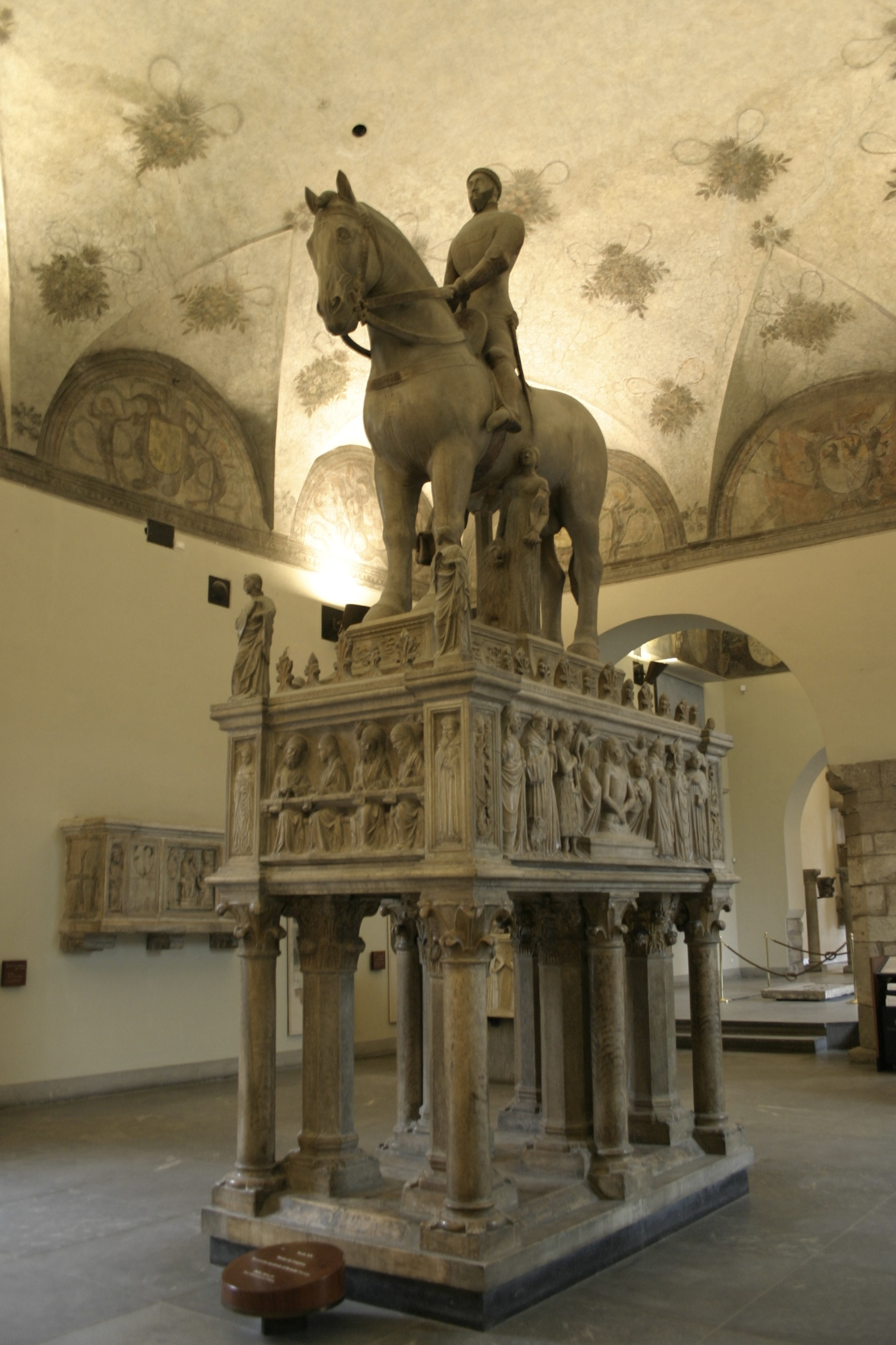
Bonino da Campione: Grabmal des Mailänder Adeligen Bernabò Visconti, Mailand, 1363

Als Campionesen, Campionesische Schule (it. Scuola Campionese) oder auch Campionesische Meister (it. Magistri Campionesi) wird von der Kunstgeschichte eine Gruppe von Baumeistern und Bildhauern des frühen 13. und des 14. Jahrhunderts bezeichnet, die alle aus Campione d’Italia, heute einer italienischen Enklave im Schweizer Kanton Tessin, stammten. Den namentlich nicht genau bekannten gotischen Künstlern aus dieser Gegend wurde aufgrund ihrer gemeinsamen Herkunft der Notname da Campione (aus Campione) gegeben, er stellt jedoch keinen Familiennamen dar. Die Kunst der Campionesen diente vor allem den Herrschern in Mailand und Verona, um sich in Grabdenkmälern in Kirchen zu verherrlichen.
Zu den Campionesen gehören
- Bonino da Campione (* um 1325; tätig von 1350 bis um 1390; † März 1397)
- Giovanni da Campione (* um 1320; † um 1375)
- Giacomo da Campione (* um 1335; † nach 1398)
- Matteo da Campione (* 1335; † 1396 in Monza)
- Ugo da Campione (* vor 1300; † um 1358/60)
- Zenone da Campione († um 1380)

Auch hatten schon im 12. Jahrhundert der romanische Bildhauer Anselmo da Campione und seine Nachfolger beispielsweise als Steinmetze für die  Kathedrale von Modena gearbeitet, was auf eine lange Tradition von Handwerkern und Vertretern dieser Kunstform aus der Region um Campione deutet.